# Synagoga v Městě Touškově
Synagoga v Městě Touškově je bývalá židovská modlitebna založená roku 1874, jež stojí na rohu ulic Čeminská a Květná na severovýchod od Dolního náměstí.
Byla zbudována namísto vyhořelé synagogy, jež byla před rokem 1702 stržena. Na konci 20. let 20. století byla budova rozšířena spojením se sousedícím domem židovské obce. Na počátku nacistické okupace byl devastován mobiliář a modlitebna se využívala jako sklad, v polovině 80. let pak došlo k další adaptaci k obytným účelům, při níž zmizely typické stavební prvky synagogy. V současné době je dále využitá jako obytný dům nebo skladiště.
Nedaleko města se také nachází židovský hřbitov.